# أليسن دودي
أليسن دودي (بالإنجليزية: Alison Doody)‏ ممثلة إيرلندية من مواليد 11 نوفمبر 1966.

## مواقع خارجية
- أليسن دودي على موقع IMDb (الإنجليزية)
- أليسن دودي على موقع روتن توميتوز (الإنجليزية)
- أليسن دودي على موقع ألو سيني (الفرنسية)
- أليسن دودي على موقع أول موفي (الإنجليزية)
- أليسن دودي على موقع قاعدة بيانات الأفلام السويدية (السويدية)
- أليسن دودي على موقع إن إن دي بي (الإنجليزية)
- أليسن دودي على موقع قاعدة بيانات الفيلم (الإنجليزية)
- أليسن دودي على موقع كينوبويسك (الروسية)